# Antonio D'Antoni
Antonio D'Antoni (Palermo, 25 giugno 1801 – Trieste, 18 agosto 1859) è stato un compositore e direttore d'orchestra italiano.

## Biografia
Proveniente da una famiglia di musicisti, all'età di 12 anni diresse una messa per il giorno di Santa Cecilia da lui stesso composta.  Nel 1817 divenne il maestro concertatore (direttore musicale) della città di Palermo.
Amico di Meyerbeer, Bellini e Donizetti, D'Antoni lavorò in Inghilterra, a Francoforte, Venezia e Firenze, prima di stabilirsi a Trieste, dove nel 1828 fu nominato direttore musicale della neonata Società Filarmonico-Drammatica.

Per quest'ultima compose la cantata Il genio di Trieste e la comédie en vaudeville intitolata La festa dell'archibugio.
Inoltre compose quattro opere, la prima delle quali, Un duello, fu rappresentata per la prima volta al Teatro Carolino di Palermo nel 1817. L'ultima opera, Giovanna Grey (basata sulla vita di Lady Jane Grey), avrebbe dovuto essere eseguita al Teatro Grande di Trieste, ma venne cancellata a causa dei moti del 1848.

D'Antoni fu anche autore di vari brani di musica sacra, marce, balli e canzoni.
Morì suicida a Trieste nel 1859.

## Opere
- Un duello, prima rappresentazione nel 1817 al Teatro Carolino di Palermo
- Amina, prima rappresentazione nel 1835 al Teatro Comunale di Trieste
- Amazilda e Zamoro, prima rappresentazione nel 1826 al Teatro della Pergola di Firenze
- Giovanna Grey, composta nel 1848 e mai portata in scena